# RGE ALTI
Le RGE ALTI est une modèle numérique de terrain couvrant l’ensemble du territoire français et produit par l'Institut national de l'information géographique et forestière à partir de 2013. Le RGE ALTI est l'une des composantes du Référentiel à grande échelle.
Le RGE ALTI est utilisée dans le construction de plusieurs composantes du Référentiel à grande échelle, comme la BD TOPO, qui est en partie construire par photo-interprétation [citation nécessaire].
Les données du RGE ALTI sont accessibles en licence ouverte Etalab 2.0 depuis janvier 2021.